# 乔木状沙拐枣
乔木状沙拐枣（学名：Calligonum arborescens）是蓼科沙拐枣属的植物。分布于中亚地区以及中国大陆的甘肃、新疆、宁夏等地。